# Anyphops marshalli
Espèce
Synonymes
- Selenops marshalli Pocock, 1902

Anyphops marshalli est une espèce d'araignées aranéomorphes de la famille des Selenopidae.

## Distribution
Cette espèce est endémique du KwaZulu-Natal en Afrique du Sud,. Elle se rencontre vers Durban et Estcourt.

## Description
Le mâle holotype mesure 11 mm.

## Étymologie
Cette espèce est nommée en l'honneur de Guy Anstruther Knox Marshall (1871-1959).

## Publication originale
- Pocock, 1902 : Descriptions of some new species of African Solifugae and Araneae. Annals and Magazine of Natural History, sér. 7, vol. 10, p. 6-27 (texte intégral).